# Arbelodes goellnerae
Arbelodes goellnerae is een vlinder uit de familie van de Metarbelidae. De wetenschappelijke naam van de soort is voor het eerst gepubliceerd in 2012 door Wolfram Mey.
Deze soort komt voor in Namibië.